# ادمون توميتش
ادمون توميتش هو لاعب كرة قدم كرواتي في مركز الهجوم، ولد في 10 نوفمبر 1956 في بريزرن في صربيا. لعب مع ريد بول سالزبورغ ونادي رييكا.